# Le Vaillant Petit Tailleur
Pour les articles homonymes, voir Le Vaillant Petit Tailleur (homonymie).
Le Vaillant Petit Tailleur (en allemand : Das tapfere Schneiderlein), également appelé Le Hardi Petit Tailleur, Le Petit Tailleur ou Sept d'un coup, est un conte populaire allemand qui figure parmi ceux recueillis par les frères Grimm dans le premier volume de Contes de l'enfance et du foyer, mais ses premières versions littéraires, du moins en ce qui concerne la fin de l'histoire, sont bien plus anciennes et remontent au XVIe siècle.
Le conte relate comment un simple petit tailleur, plein d'astuce et de ruse, épouse la fille d'un roi et devient roi à son tour au terme de toute une série d'aventures : combat contre des géants, capture d'une licorne et d'un sanglier.

## Versions
La version aujourd'hui la plus connue du Vaillant Petit Tailleur est celle des frères Grimm, publiée en 1812 dans le premier volume de Contes de l'enfance et du foyer (Kinder- und Hausmärchen). Le conte est en fait la combinaison de plusieurs histoires. La première partie trouve son origine dans un ou plusieurs contes de la région sud-ouest de l'Allemagne (Hesse et Souabe). Les frères Grimm relèvent cependant que, déjà au XVIe siècle, Johann Fischart notamment, dans sa traduction de Gargantua, fait allusion à un tailleur qui « en tue plusieurs d'un seul coup ». Une seconde partie du conte – à partir de l'intervention du roi – est directement puisée, de l'aveu des frères Grimm, dans une source littéraire du XVIe : Wegkurtzer, de Martinus Montanus, publié vers 1557,.
Après la version des Grimm, on en trouve une autre en allemand dans Deutsche Volksmärchen aus Schwaben(i.e. Contes populaires allemands de Souabe – no 37), édité par Ernst Meier et publié à Stuttgart en 1852. En anglais, une version du conte est reprise dans The Blue Fairy Book (1889) d'Andrew Lang et une autre apparaît, sous le titre Une douzaine d'un coup (A Dozen in One Blow), dans European Folk and Fairy Tales (1916) de Joseph Jacobs. A Book of Giants (1963) de Ruth Manning-Sanders contient encore une autre des nombreuses versions de cette histoire.

## Résumé
Un tailleur se prépare à manger une tartine de marmelade, mais elle attire les mouches. Le tailleur, excédé, frappe dans le tas avec une pièce d'étoffe et en tue sept d'un coup. Pour marquer cet exploit, il se fabrique une ceinture sur laquelle il brode les mots : « Sept d'un coup ». Stimulé par son haut fait, il part dans le monde, décidé à relever tous les défis. Il part avec, en poche, seulement un fromage et un oiseau.

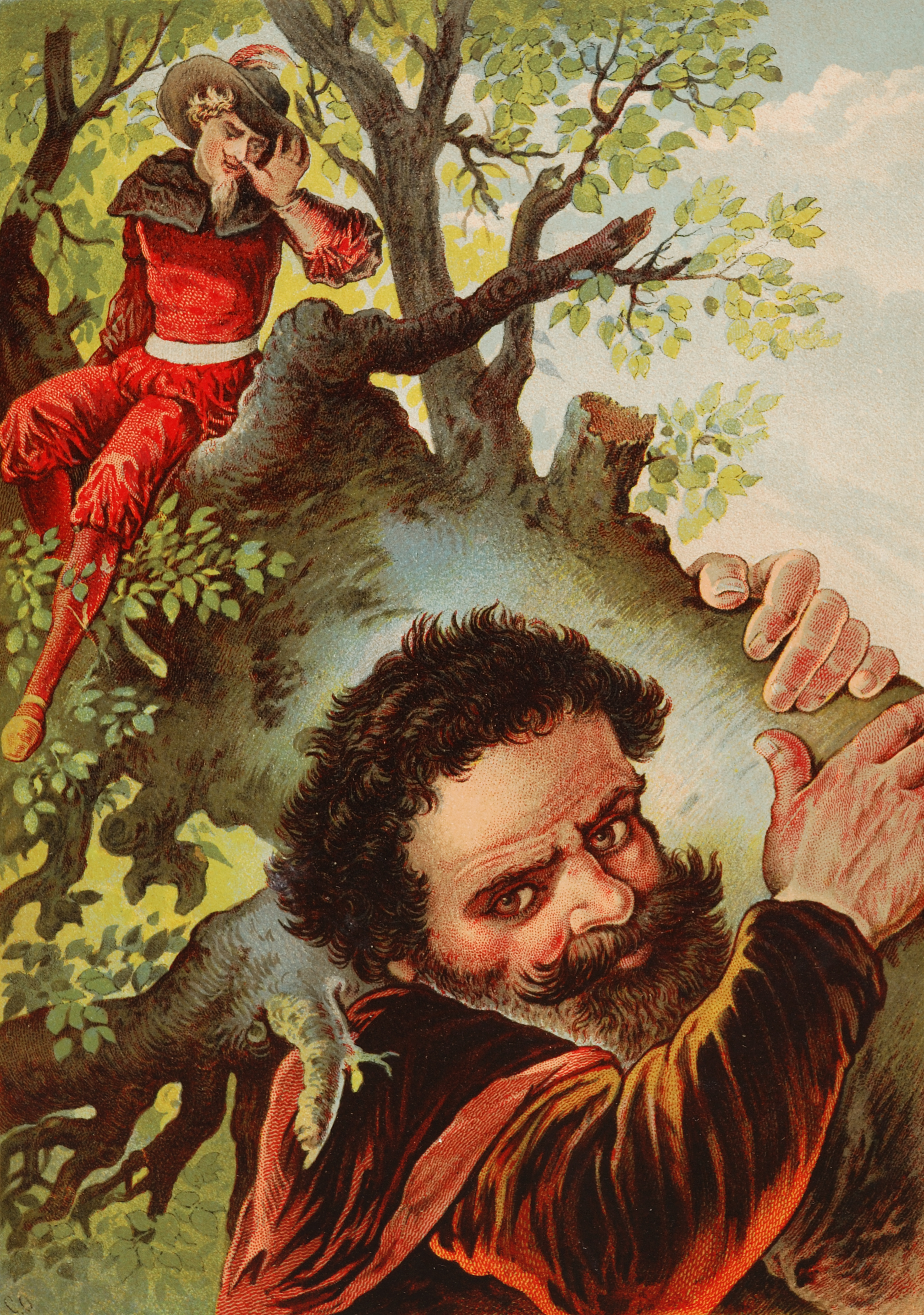
Illustration de Carl Offterdinger, extraite de Mein erstes Märchenbuch, Wilh. Effenberger, Stuttgart, [fin du XIXe siècle].

Le tailleur rencontre un géant qui, en voyant sa ceinture, s'imagine que « Sept d'un coup » fait référence à sept hommes. Le géant décide alors de mettre le tailleur à l'épreuve. Quand le géant prend une pierre et la serre si fort qu'il en fait sortir de l'eau, le tailleur sort de sa poche le fromage, qu'il fait passer pour une pierre, et le presse de façon à le faire suinter. Le géant lance une pierre loin dans les airs, mais elle finit par retomber ; le tailleur sort de sa poche l'oiseau, qu'il fait passer pour une pierre, le lance, et il ne retombe jamais. Le géant défie ensuite le tailleur de l'aider à transporter un arbre. Le tailleur s'arrange pour devoir porter les branches tandis que le géant portera le tronc mais, en fait, au lieu de porter les branches, il monte sur l'arbre, de sorte que le géant porte non seulement l'arbre mais également le tailleur. Le petit homme réussit enfin à faire croire au géant qu'il peut sauter par-dessus un arbre, ce que le géant tente de faire, mais sans y parvenir.
Le géant emmène ensuite le tailleur dans son antre, où vivent aussi d'autres géants. Vers minuit, le géant essaye de tuer le petit homme en abattant une barre de fer sur son lit, mais le tailleur, trouvant son lit trop grand, a préféré dormir blotti dans un coin de la chambre. Le lendemain, en voyant le tailleur toujours en vie, les autres géants, effrayés, prennent la fuite
Le récit des exploits du tailleur parvient aux oreilles du roi, qui l'engage à son service. Cependant, les autres soldats craignent que le tailleur ne perde un jour son sang-froid et qu'il fasse alors périr sept d'entre eux à chaque coup. Ils disent au roi qu'ils partiront si le tailleur reste. De peur que le petit homme ne le tue s'il le démet de ses fonctions, le roi l'envoie défier d'autres géants en lui promettant, s'il réussit, de lui offrir la moitié de son royaume et la main de sa fille. Le tailleur trouve deux géants endormis au pied d'un arbre, monte sur l'arbre et laisse tomber des pierres sur eux. Chacun d'eux croit que c'est l'autre qui l'agace. Ils se battent et finissent par s'entretuer. Le roi envoie le tailleur capturer une licorne. Le tailleur en trouve une, se met devant un arbre et incite la créature à le charger. Au dernier moment, il fait un pas de côté, et la licorne plante sa corne dans l'arbre et reste coincée. Le roi envoie ensuite le tailleur capturer un sanglier, mais le tailleur réussit à enfermer l'animal dans une chapelle.

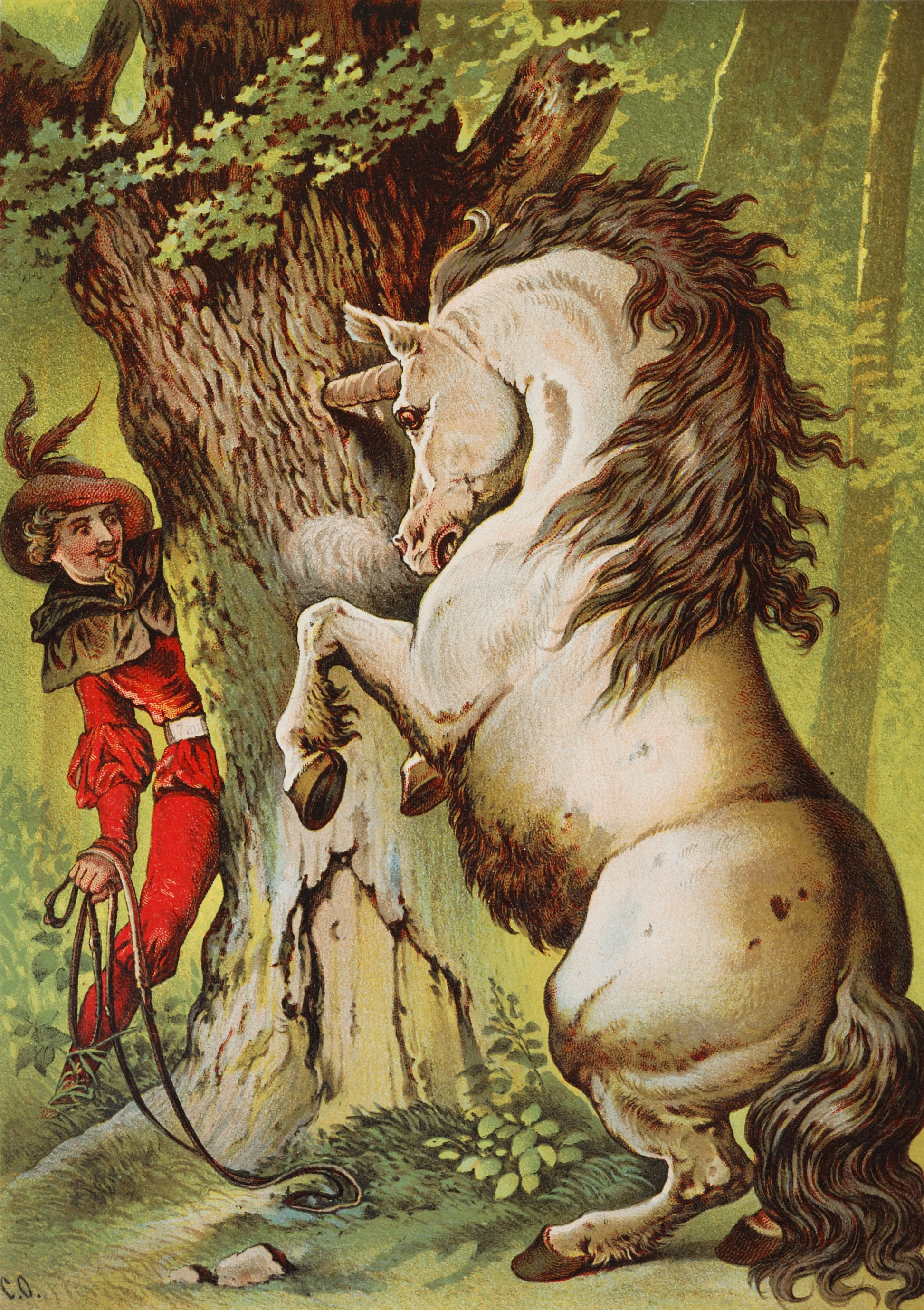
Illustration de Carl Offterdinger, extraite de Mein erstes Märchenbuch, Wilh. Effenberger, Stuttgart, [fin du XIXe siècle].

Le roi est finalement bien obligé de donner la moitié de son royaume au tailleur, lequel peut aussi épouser la fille du roi. Tandis qu'elle est au lit avec son mari, la fille du roi l'entend parler dans son sommeil et comprend qu'il n'est qu'un simple tailleur. Le roi décide d'envoyer des hommes capturer son gendre tandis qu'il dort, pour l'embarquer sur un navire. Prévenu du complot par son écuyer fidèle, et alors que les serviteurs du roi sont près de sa chambre, le tailleur fait semblant de dormir et de parler dans son sommeil, et il dit que c'est bien lui qui a réalisé tous ces exploits et qu'il n'a pas peur des hommes cachés derrière la porte. Les serviteurs, terrifiés, s'enfuient, et plus jamais par la suite le petit tailleur, devenu roi, ne sera ennuyé.

## Classification
Dans la classification des contes-types d'Aarne et Thompson, Le Vaillant Petit Tailleur est rangé dans les contes de type AT 1640, « Le Vaillant Tailleur ». Il inclut des épisodes de type AT 1060, « Presser la pierre, supposée », AT 1062, « Jet de pierre », AT 1052, « Concours trompeur pour porter un arbre, chevauché », AT 1051, «  Faire ployer un arbre » et AT 1115, « Tentative de meurtre avec une hachette ».

## Parallèles dans d'autres contes
Le tailleur est un personnage récurrent des contes, notamment ceux collectés par les frères Grimm, où il est souvent caractérisé par sa ruse et sa vivacité d'esprit ; il trouve une solution à tout problème. D'autres contes de Grimm mettant en scène un tailleur sont Le Tailleur au ciel (KHM 35), Petite-table-sois-mise, l'Âne-à-l'or et Gourdin-sors-du-sac (KMH 36), Le Voyage du Petit Poucet (KMH 45), Les Deux Compagnons de route (KMH 107), Le Malin Petit Tailleur (KMH 114), Le Cercueil de verre (KMH 163), Partager le meilleur et le pire (KMH 170), Les Présents du peuple menu (KMH 182) et Le Géant et le Tailleur (KMH 183).
L'oiseau qui est fait passer pour une pierre se retrouve par exemple dans le conte flamand Petite Éponge et le Géant (Sponske en de reus) qui présente d'autres analogies avec Le Vaillant Petit Tailleur.
Le passage du conte où le petit tailleur, dans l'antre des géants, a l'heureuse idée de dormir ailleurs que dans son lit et évite ainsi d'être mis en pièces se retrouve dans le conte anglais Jack le tueur de géants.

## Motifs et origines anciennes de ceux-ci
L'astuce consistant à se défaire des géants en les amenant à se battre l'un contre l'autre est comparable à celle dont, dans la mythologie grecque, Cadmos se sert pour venir à bout des guerriers qui surgissent au moment où il s'apprête à scier les dents du dragon. [...]

## Adaptations

### Théâtre
Le Totem Théâtre de Colmar présente un spectacle de théâtre et marionnettes géantes : Sept d'un coup ou le vaillant petit tailleur (voir site http://ttc68.com)
La Compagnie Pied de Biche a monté une adaptation du Vaillant Petit Tailleur, ayant tourné entre 2007-2010. Basée sur un texte de Nicolas Yazgi, la mise en scène de Frédéric Ozier, donne un résultat "déjanté, superspeed, rigolo et plein de finesse", selon les termes du Journal suisse 24 Heures.

### Littérature / bande dessinée
Sous le même titre que le conte, Le Vaillant Petit Tailleur, l'histoire a fait l'objet d'une adaptation en bande dessinée par Mazan, publiée chez Delcourt en 1996, et a été la source d'inspiration d'un roman d'Éric Chevillard, paru aux Éditions de Minuit en 2004.

### Musique
- 1937 : L'Histoire du petit tailleur, suite pour récitant, sept instruments et percussion, de Tibor Harsányi.

### Cinéma
- 1938 : Le Brave Petit Tailleur (Brave Little Tailor), court-métrage d'animation, avec en vedette le personnage de Mickey, durée env. 9 min.
- 1941 : Das tapfere Schneiderlein (de), film allemand réalisé par Hubert Schonger, avec Hans Hessling dans le rôle du tailleur, durée env. 73 min.
- 1956 : Das tapfere Schneiderlein (de), film est-allemand produit par DEFA-Studio für Spielfilme, et réalisé par Helmut Spieß, avec Kurt Schmidtchen dans le rôle du tailleur, durée env. 85 min.
- 1964 : Das tapfere Schneiderlein, court-métrage d'animation est-allemand produit par DEFA et réalisé par Kurt Weiler, durée env. 31 min.
- 1964 : Khrabryj portnyazhka (ru), court-métrage d'animation russe des sœurs Brumberg (en), durée env. 31 min.
- 1988 : Sedem Jednou Ranou (de), coproduction européenne (Tchécoslovaquie, RFA, Italie et France), film réalisé par Dusan Trancík, durée env. 90 min.
- 2008 : Das tapfere Schneiderlein (de), film allemand réalisé par Christian Theede

### Télévision
- 1973 : Das tapfere Schneiderlein, produit par Augsburger Puppenkiste.
- 1987 : Raconte-moi une histoire (Gurimu Meisaku Gekijō), série d'animation américano-japonaise, épisode 43.
- 1999 : Simsala Grimm, série d'animation allemande, saison 1, épisode 2 : Le Vaillant Petit Tailleur (Das tapfere Schneiderlein).
- 2008 : Das tapfere Schneiderlein , téléfilm 4e episode  d’après la série Six en une fois (Sechs auf einen Streich) ou Les Contes de Grimm réalisé par Christian Theede, avec Kostja Ullmann dans le rôle du tailleur, durée env. 59 min.

#### Versions/ éditions du conte
- (en) Jacobs « A Dozen at One Blow », dans Joseph Jacobs (éd.), European Folk and Fairy Tales, G. P. Putnam's Sons, New York, 1916. – Texte en ligne, avec notes de Jacobs, sur le site surlalune.com.
- (de) Meier « Das tapfere Schneiderlein », dans Ernest Meier (éd.), Deutsche Volksmärchen aus Schwaben. Aus dem Munde des Volkes gesammelt [...], Stuttgart, C. P. Scheitlin, 1952. – Texte en ligne sur google.books.

#### Études
- (de) Jochen Bender, Das tapfere Schneiderlein- Märchenforschung und ihre Didaktik, GRIN, [Munich], 2004  (ISBN 978-3-638-95412-9).
- (en) Richard M. Dorson, « Foreword » (Préface), dans Georgias A. Megas, Folktales of Greece, University of Chicago Press, Chicago - Londres, 1970.
- (de) Julia Schröder, Die Bedeutung des Waldes als sozialfreier Raum im Märchen "Das tapfere Schneiderlein", GRIN, [Munich], 2000  (ISBN 978-3-638-74579-6).